# Corto de Loja
El Corto de Loja fue un servicio ferroviario regional que funcionó hasta 1999 entre Loja y Granada en la provincia de Granada (España). Se le denominaba corto por componerse de pocos vagones.

## Historia
En los principios de este ferrocarril la composición empleada era, habitualmente, una locomotora de vapor y algunos coches de madera. Posteriormente, los Ferrobuses de Renfe fueron destinados a hacer este servicio, los cuales daban problemas mecánicos, y por ello fueron sustituidos por una composición formada por una locomotora Alco 1300 y coches conocidos como «yenkas». Normalmente eran 5.
Con la llegada de los automotores de RENFE 592 y 593 comenzaron a realizar este servicio. Fueron por último los automotores 596 quienes cubrirían este servicio, bajo la denominación Andalucía Express, en sus últimos años. El servicio finalizó en 1999.
En la década de los 80 se publica un diario de difusión gratuita que lleva el mismo nombre en homenaje a este tren.

## Descripción
El Corto de Loja utilizaba la línea Granada-Bobadilla. El servicio tuvo de forma general dos frecuencias al día por sentido, una en sus últimos años. El tren que realizaba el servicio pasaba la noche en la estación de Loja, realizando el viaje de vacío hasta Loja-San Francisco para iniciar el recorrido. Cuando disponía de 2 frecuencias, realizaba a primera hora de la mañana el recorrido Loja-Granada, a mediodía Granada-Loja-Granada, y a última hora de la tarde el Granada-Loja.
Realizaba paradas en la mayoría de estaciones y apeaderos de la línea. 

Actualmente el Corto de Loja es un diario gratuito de tirada local que sale en el municipio que le da nombre dos veces al mes.